# Suzanna Leigh

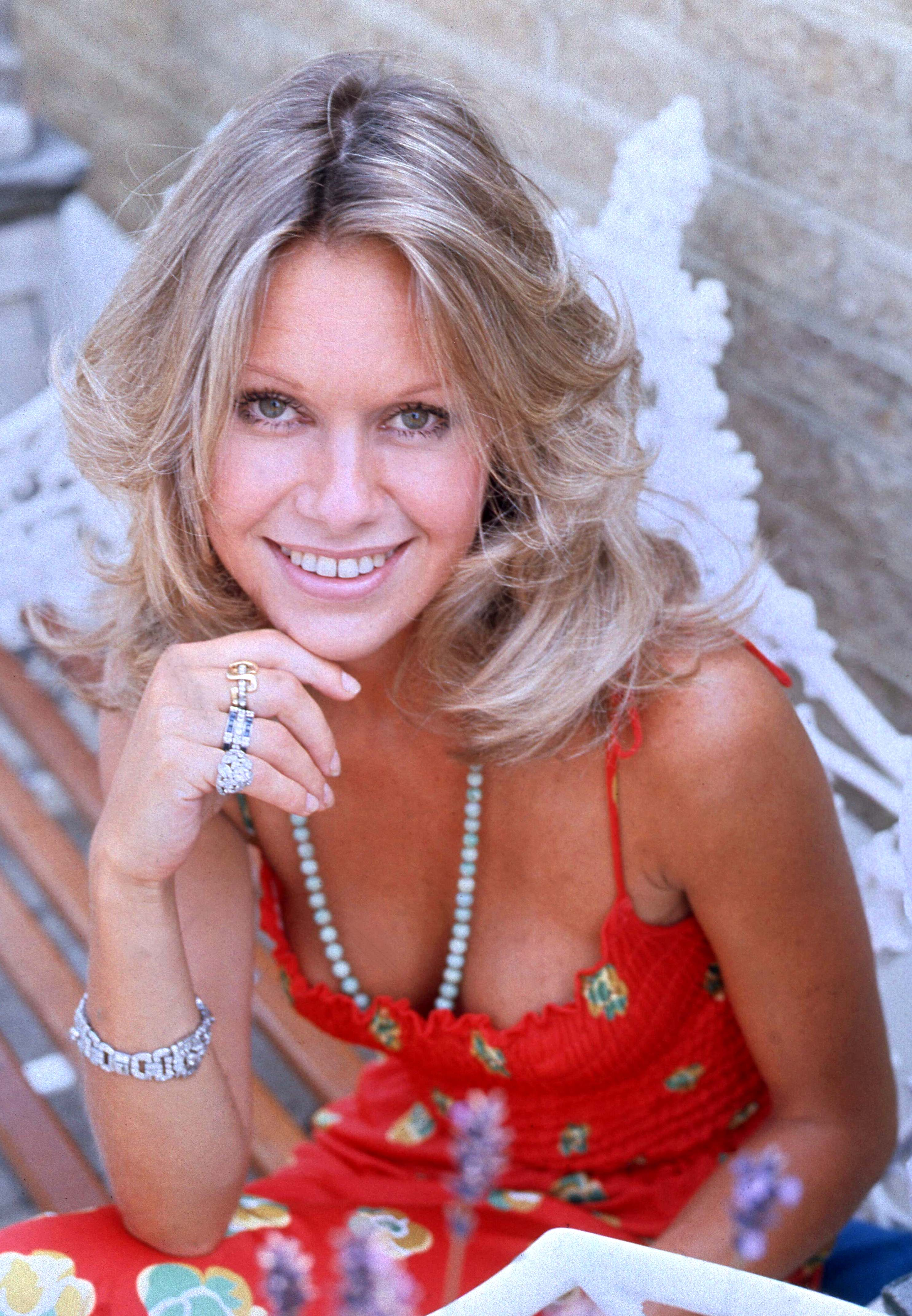
Suzanna Leigh (1977)

Suzanna Leigh (* 26. Juli 1945 als Suzanna Smyth in Leicester, England; † 11. Dezember 2017 in Winter Garden, Florida) war eine britische Schauspielerin.

## Leben und Karriere
Als Tochter eines Herstellers von Automotoren wuchs sie in ihrer Geburtsstadt Leicester im Stadtteil Belgrave auf und besuchte später eine Klosterschule außerhalb Londons. Ihre Patentante war die Schauspielerin Vivien Leigh. Durch sie kam Suzanna zu ihrem späteren Bühnen- und Künstlernamen. Bereits vor ihrer Teenagerzeit war sie in britischen Filmproduktionen als Statistin und in kleineren Nebenrollen tätig. Später erhielt sie größere Rollen. Einige Jahre danach war sie Hauptdarstellerin der französischen Serie Trois Etoile mit 13 Folgen.
Zum Londoner Opernball erschien Leigh als Madame Dubarry und ließ dafür eigens eine Sänfte entwerfen. Von fünf Männern in entsprechenden Kostümen wurde sie durch die Londoner Straßen getragen. In Tageszeitungen veröffentlichte Aufnahmen dieses kunstvollen Auftritts ließen den Produzenten Hal B. Wallis auf Suzanna Leigh aufmerksam werden und er engagierte die Britin 1965 für seinen Film Boeing-Boeing, womit sie den Sprung nach Hollywood schaffte. In dieser Komödie mit Tony Curtis, Jerry Lewis, Thelma Ritter, Christiane Schmidtmer und Dany Saval spielte sie eine britische Stewardess.
Während ihrer Zeit in Hollywood drehte sie unter anderem auch mit Elvis Presley. Später kehrte sie nach Großbritannien zurück, um sich auch dort dem Filmgeschäft zu widmen. Ihr Schaffen als Film- und Fernsehschauspielerin umfasst mehr als zwei Dutzend Produktionen, hauptsächlich in den 1960er und 1970er Jahren. 1998 erschien ihre Autobiografie unter dem Titel Paradise, Suzanna Style. Im Dezember 2017 starb sie im Alter von 72 Jahren in Winter Garden, Florida an Krebs.

## Filmografie
- 1956: The Silken Affair
- 1958: Der kleine Däumling (tom thumb)
- 1960: Oscar Wilde: The Movie (Oscar Wilde)
- 1961: Bomb in the High Street – Regie: Peter Bezencenet und Terry Bishop
- 1963: It Happened Like This – Episode: The Idol’s Eye (Fernsehserie)
- 1964: Simon Templar (The Saint) – Episode: The Wonderful War (Fernsehserie)
- 1965: Die Goldpuppen (The Pleasure Girls) – Regie: Gerry O’Hara
- 1965: Boeing-Boeing (Boeing Boeing)
- 1966: Trois étoiles en Touraine (Fernsehserie)
- 1966: Südsee-Paradies (Paradise, Hawaiian Style)
- 1966: The Wednesday Play – Episode: A Tale of Two Wives (Fernsehserie)
- 1967: Die tödlichen Bienen (The Deadly Bees)
- 1967: Heiße Katzen (Deadlier Than the Male)
- 1968: Bestien lauern vor Caracas (The Lost Continent)
- 1968: Ausflucht (Subterfuge) – Regie: Peter Graham Scott
- 1969: Journey to the Unknown – Episode: One on a Desert Island
- 1969: The Man and the Albatross – Regie: Jean-Pierre Decourt
- 1970: ITV Playhouse – Episode: The Plastic People
- 1971: Die 2 (The Persuaders!) – Episode: Chain of Events (Der Mann mit dem Köfferchen)
- 1971: Nur Vampire küssen blutig (Lust for a Vampire)
- 1972: The Fiend – Regie: Robert Hartford-Davis
- 1973: Docteur Caraïbes (Fernsehserie) – Regie: Jean-Pierre Decourt
- 1974: Son of Dracula – Regie: Freddie Francis
- 1978: The Chiffy Kids – Episode: All in a Good Cause
- 2015: Grace of the Father – Regie: De Miller